# Monument de la Clairon
Pour les articles homonymes, voir Clairon (homonymie).
Le Monument de la Clairon est un buste en pierre sculpté par Henri Gauquié, inauguré en 1901 à Condé-sur-l'Escaut, dans le département du Nord, représentant Mademoiselle Clairon, une célèbre actrice du XVIIIe siècle native de la commune.
Le monument est inscrit en totalité aux monuments historiques par arrêté du 5 février 2007,.

## Historique

### Monument

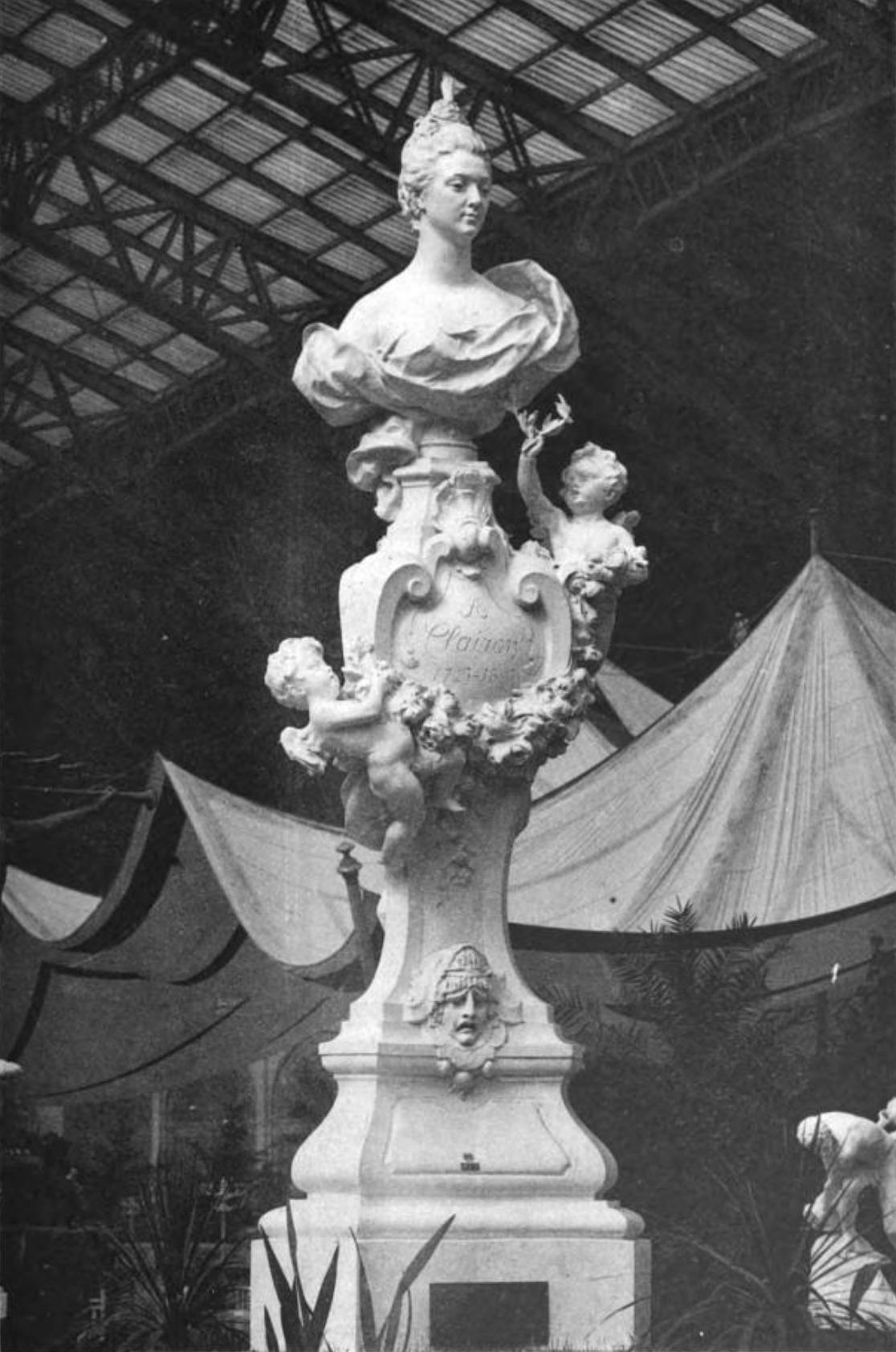
Monument présenté au Salon de 1898.

À la fin du XIXe siècle, la commune de Condé-sur-l'Escaut, ville natale de l'actrice Mademoiselle Clairon (1723–1803), veut lui rendre hommage en érigeant un monument face au théâtre.
L'architecte Henri Guillaume et le sculpteur Henri Gauquié se voient confier la commande.
Le modèle du monument est présenté au Salon des artistes français en mai 1898, à la galerie des Machines,. Le 2 juillet suivant, un acte de Zaïre et un acte du Barbier de Séville sont donnés en matinée au palais du Trocadéro par des comédiens de la Comédie-Française, menés par Mounet-Sully et Coquelin cadet, « au profit de ce monument si remarqué au Salon »,.
L'inauguration du monument a lieu le 18 août 1901,,.
L'érection du monument est entourée d'une polémique relative aux mœurs jugées légères de Mademoiselle Clairon.

### Jardin
Le jardinet et la clôture entourant le monument sont confiés à l'architecte Edmond Lemaire en 1902, et livrés en 1904.